# Sonny Side Up
Albums de Dizzy Gillespie
A Night at the Village Vanguard
(1957) Freedom Suite
(1958)
Sonny Side Up est un album du trompettiste de jazz américain Dizzy Gillespie et des saxophonistes Sonny Stitt et Sonny Rollins, sorti en décembre 1957 sur le label Verve. La section rythmique est composée du pianiste Ray Bryant, du contrebassiste Tommy Bryant et du batteur Charlie Persip.

## Réception
Stephen Cook déclare sur AllMusic que l'album « apparaît à la fois comme un enregistrement de jazz très agréable et quelque chose qui ressemble aux duels de solistes d’antan  ».

## Titres
| N° | Titre                           | Compositeur                    | Durée |
| -- | ------------------------------- | ------------------------------ | ----- |
| 1. | On the Sunny Side of the Street | Dorothy Fields, Jimmy McHugh   | 5:41  |
| 2. | The Eternal Triangle            | Sonny Stitt                    | 14:10 |
| 3. | After Hours                     | Erskine Hawkins, Avery Parrish | 12:19 |
| 4. | I Know That You Know            | Anne Caldwell, Vincent Youmans | 5:27  |

## Enregistrement
Dizzy Gillespie chante également sur la dernière partie du titre On the Sunny Side of the Street. Les morceaux sont enregistrés à New York le 19 décembre 1957. 
| Musicien        | Instrument      |  | Équipe technique |                       |
| --------------- | --------------- |  | ---------------- | --------------------- |
| Dizzy Gillespie | Trompette       |  | Norman Granz     | Producteur            |
| Sonny Rollins   | saxophone ténor |  | Nat Hentoff      | liner notes d'origine |
| Sonny Stitt     | saxophone tenor |  |                  |                       |
| Ray Bryant      | piano           |  |                  |                       |
| Tommy Bryant    | contrebasse     |  |                  |                       |
| Charlie Persip  | batterie        |  |                  |                       |